# Erie (folk)

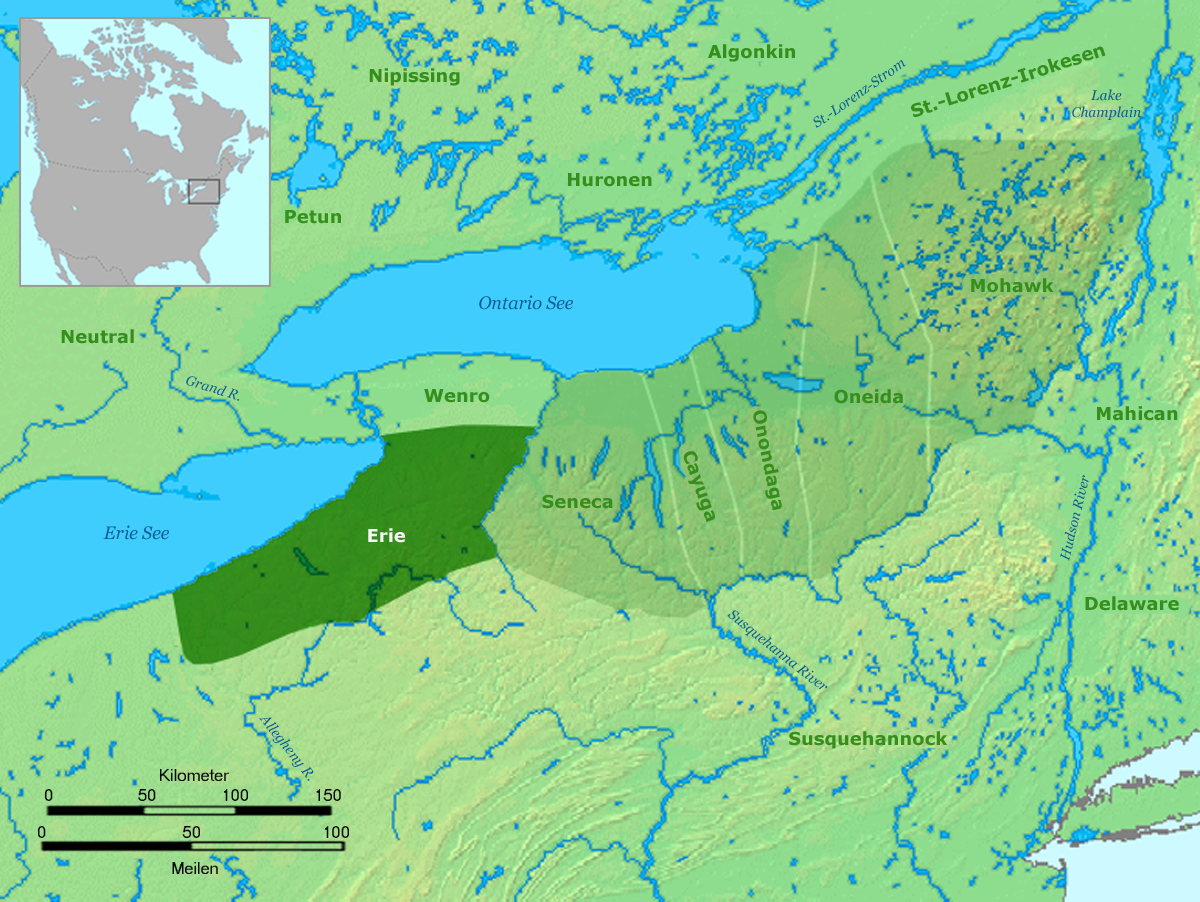
Eriernas bosättningsområde med omgivande folkgrupper.

Erie, Eriehonon eller (fr:) Le Nation du Chat, var ett irokesiskt folk vilka bodde i den nordvästra delen av nuvarande New York. De förintades politiskt och demografiskt av Irokesförbundet 1656. Sista gången Erie nämns som folk är 1685.